# Компенсатор (трубопроводы)

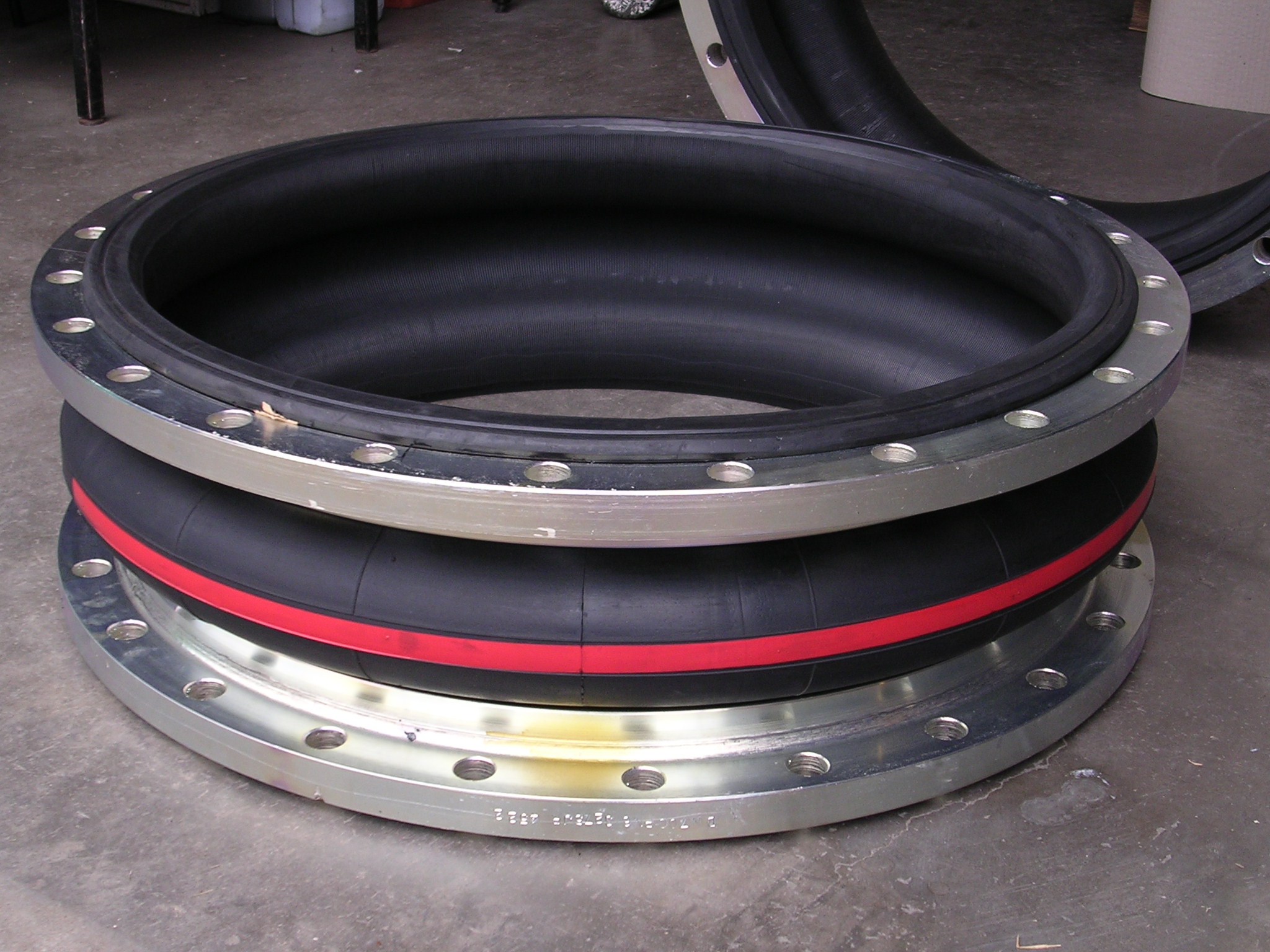
Резиновый компенсатор трубопровода

Компенсатор — устройство, позволяющее воспринимать и компенсировать перемещения, температурные деформации, вибрации, смещения.
Применение компенсаторов на различных типах устройств обусловлено необходимостью избежать, стабилизировать, либо свести к минимуму возникновение нежелательных факторов, возникающих в результате воздействия окружающей или проводимой среды, а также в результате работы самого устройства. Такими факторами могут быть напряжения в металле, опорах трубопровода и пр.

## Виды компенсаторов
В зависимости от рабочих параметров эксплуатации и среды применяют следующие виды компенсаторов: компенсатор сильфонный, компенсатор резиновый, компенсатор тканевый, компенсатор фторопластовый, компенсатор линзовый, компенсатор сальниковый.
Основными параметрами для выбора компенсатора являются: температура среды, давление, агрегатное состояние перемещаемой среды.

### Тканевые компенсаторы

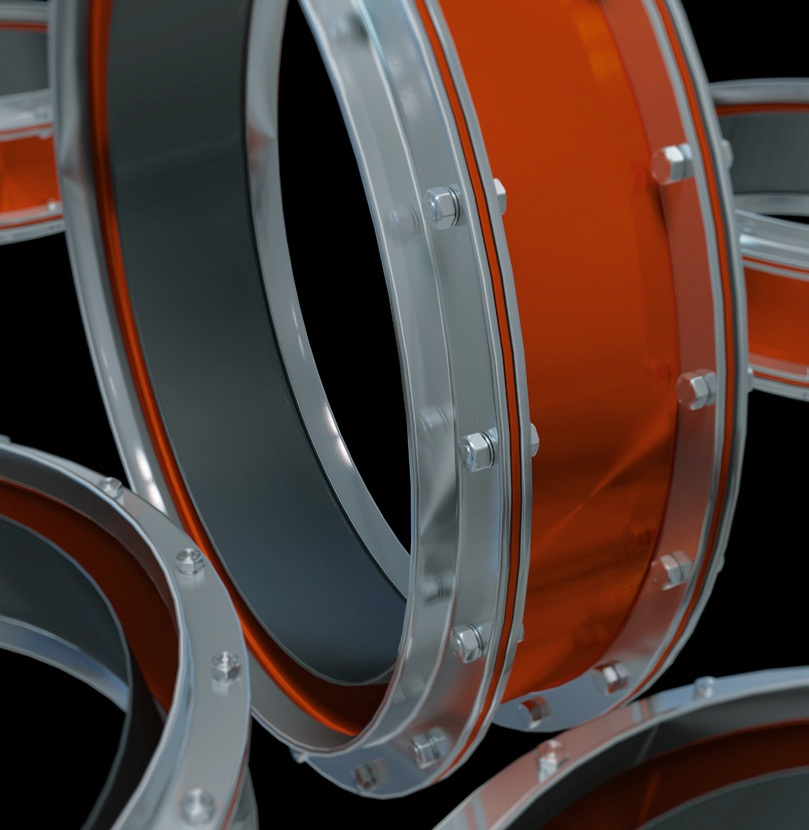
Fabric expansion joint

Основным местом применения тканевых компенсаторов являются системы с газообразными сре́дами. Температура газов может достигать 1200 °C.
Компенсаторы изготавливаются из одного или нескольких слоёв изоляционных и газоплотных материалов. Материалы собираются вместе в так называемый «сэндвич». Газоплотные материалы изготавливаются из различных покрытий и имеют высокую химическую стойкость, порой превосходящую нержавеющую сталь. Существуют различные типы креплений компенсатора, например крепление под хомут или прижимной типа 000, фланцевое крепление тип 101. Для температур свыше 500 °C применяются конструкции с внутренней изоляцией.

### Резиновые компенсаторы

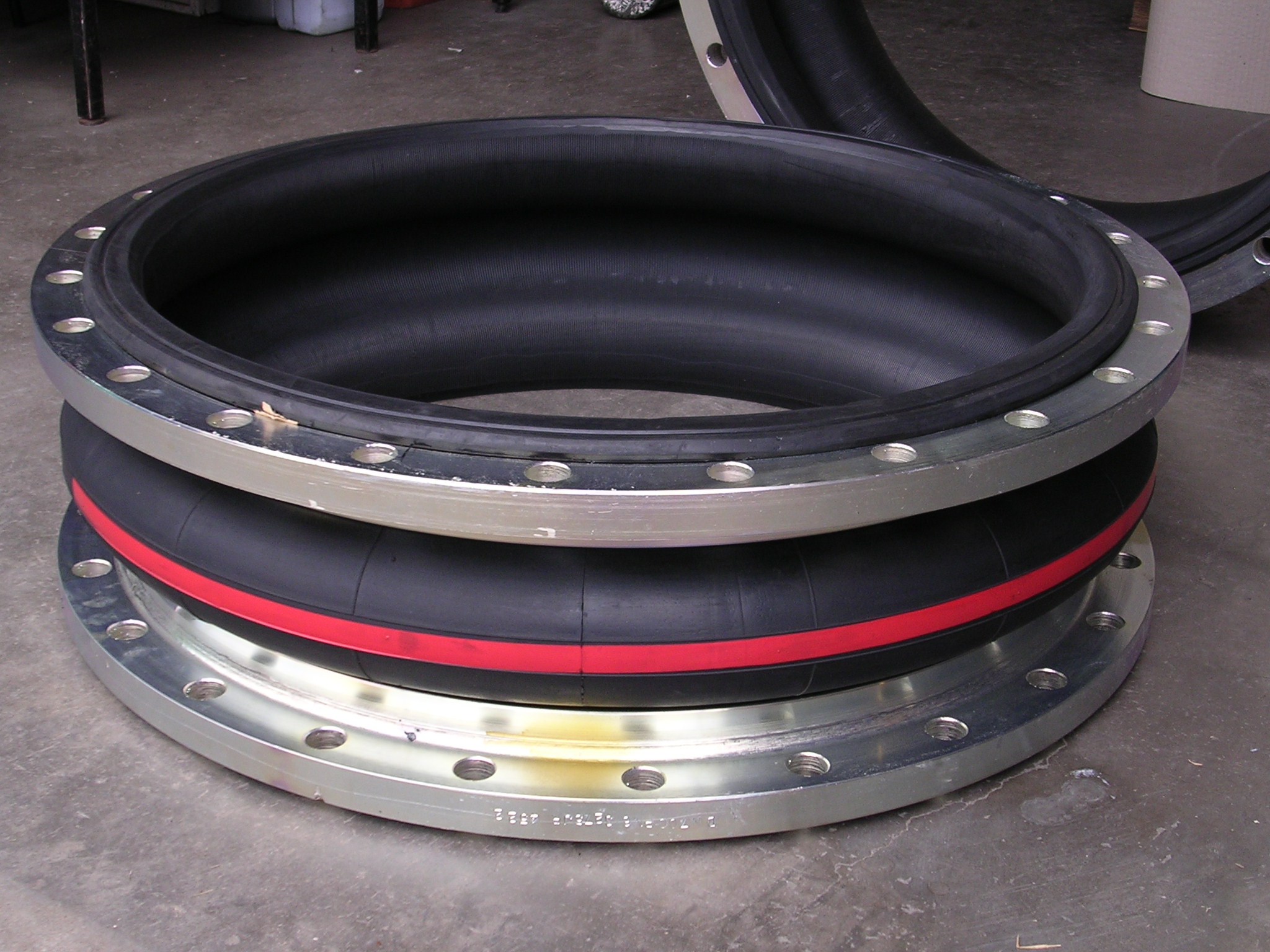
Резиновый компенсатор трубопровода

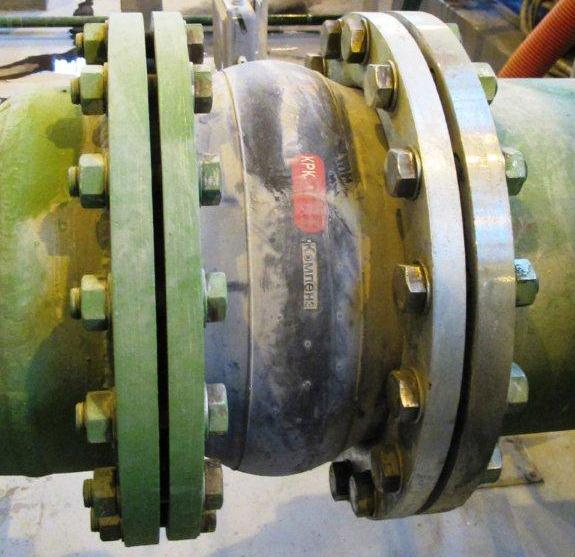
Резиновый компенсатор

Основным местом применения резиновых компенсаторов являются трубопроводные системы с жидкими сре́дами. Температура жидкости может достигать 200 °C. Стандартные исполнения имеют стойкость до 100−110 °C. Основным способом подсоединения к трубопроводу является фланцевое соединение. Для повышения устойчивости к внешнему воздействию резиновый компенсатор может быть упакован в специальный огнестойкий чехол.
Компенсаторы изготавливаются из различных эластомеров (резин) и имеют кордовое усиление. В зависимости от проходящей жидкости подбирается подходящий эластомер. Наиболее распространённым материалами являются EPDM (этилен-пропиленовый каучук) и NBR (бутадиен-нитрильный каучук). Резиновые компенсаторы EPDM используются для водной рабочей среды, NBR — для нефтепродуктов и их производных. Для химически агрессивных сред (кислоты, щелочи и пр.) используется специальный материал — гипалон (сульфохлорированный полиэтилен). Для повышения устойчивости к различным химически активным сре́дам может быть использовано специальное тефлоновое напыление. Для повышения надёжности гибкого соединения используются различные угловые ограничители и соединительные тяги.
Наиболее широкое распространение резиновые компенсаторы получили в водопроводах, канализационных трубопроводах, а также в нефтехимической промышленности. Большинство производителей насосного оборудования рекомендуют устанавливать резиновые компенсаторы между насосом и трубопроводом, что позволяет скомпенсировать вибрацию, исходящую от насоса, тем самым повысив надежность и срок службы всей системы, в том числе и другого оборудования, подключённого к трубопроводу. В последнее время у некоторых европейских производителей в линейке появились резиновые компенсаторы с особым составом резины, который позволяет применять их для водопроводов питьевой воды, а также в пищевой промышленности.

### Сильфонные компенсаторы
Основным местом применения сильфонных компенсаторов являются системы с жидкими и парообразными сре́дами, работающие при высоких давлениях и высоких температурах.
Сильфонные компенсаторы предназначены для компенсации температурных расширений, несоосностей трубопроводов и вибрационных воздействий. Широко применяются в энергетике, химической, нефтехимической, нефтеперерабатывающей, газовой и других отраслях промышленности. Основной элемент сильфонного компенсатора — сильфон — упругая асимметричная гофрированная металлическая оболочка. Конструкция сильфона позволяет компенсатору под действием продольных (ход), поперечных (сдвиг) и угловых (поворот) моментов растягиваться, сжиматься, деформироваться в поперечном направлении и изгибаться со значительными перемещениями (до десятков сантиметров и градусов), сохраняя герметичность.
Вид деформации сильфона в процессе эксплуатации определяется конструктивным исполнением компенсатора.

### Сальниковые компенсаторы

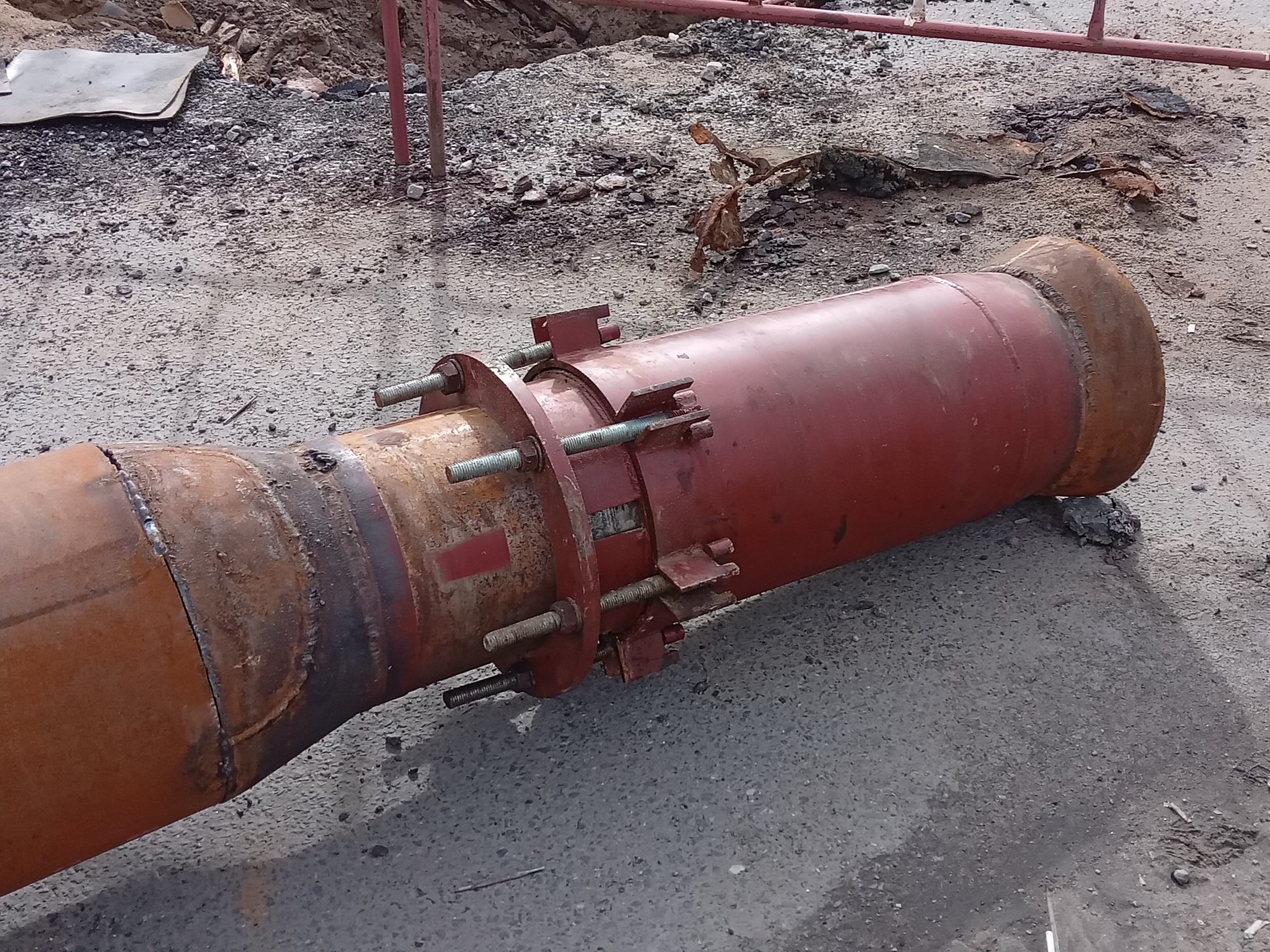
Сальниковый компенсатор

Сальниковые компенсаторы предназначены для компенсации температурных деформаций трубопроводов водяных и паровых теплосетей, с параметрами воды и пара: рабочем давлении до 2,5 МПа (25 кгс/см2), температуре воды до 200 ˚C, температуре пара до 300 ˚C. Сальниковые компенсаторы односторонние изготавливаются для условных проходов DN (номинальный диаметр) от 100 до 1400 мм, а сальниковые компенсаторы двухсторонние — для DN от 100 до 800 мм. Сальниковые компенсаторы применяются при строительстве тепловых сетей в районах с расчётной температурой наружного воздуха не ниже минус 40 ˚C. Компенсирующая способность компенсаторов сальниковых варьируется в зависимости от условного прохода: от 200 до 450 мм — для односторонних компенсаторов и от 400 до 800 мм для двухсторонних компенсаторов.
Сальниковые компенсаторы изготавливаются по серии 4.903-10 выпуск 7 и по серии 5.903-13 выпуск 4

### Линзовые компенсаторы
Компенсаторы линзовые пылегазовоздухоустойчивые (ПГВУ) круглые и прямоугольные предназначены для компенсации температурных удлинений круглых и прямоугольных газовоздуховодов котельных установок. Компенсаторы линзовые ПГВУ применяется в неагрессивных и малоагрессивных сре́дах с избыточным давлением до 1500 мм водного столба (0,015 МПа) и температурой среды от −20 до +425 °C.
- Компенсаторы круглые линзовые ПГВУ изготавливаются на DN от 150 до 6000 мм, одно-, двух-, трёх- и четырёхлинзовыми, в соответствии с требуемой компенсирующей способностью.
- Компенсаторы прямоугольные линзовые ПГВУ изготавливаются размерами от 300х400 до 7850×8000 мм, одно-, двух-, трёх- и четырёхлинзовыми, в соответствии с требуемой компенсирующей способностью.

Компенсаторы круглые осевые линзовые изготовленные по ГОСТ 34-10-569-93 предназначены для компенсации температурных изменений длины трубопроводов на которые распространяются требования «Правил устройства и безопасной эксплуатации трубопроводов пара и горячей воды», работающих в условиях неагрессивных и малоагрессивных сред, с условным давлением до 1,6МПа (16 кгс/см2) и температурой до 300 ˚C и для DN ≤ 400 мм температурой до 425 ˚C.
Компенсаторы изготавливаются на DN от 100 до 2200 мм, номинального давления PN или Pном (номинальное давление) 0,6 МПа, 1,0 МПа и 1,6 МПа, одно-, двух-, трёх- и четырёхлинзовыми, в соответствии с компенсирующей способностью.